# Vergnügungsteuer (Deutschland)
Die Vergnügungsteuer (historisch Lustbarkeitssteuer, so noch heute in Österreich) ist eine örtliche Aufwandsteuer, für welche die deutsche Gesetzgebungskompetenz nach Art. 105 Abs. 2a GG bei den Ländern liegt. Steuergegenstand ist der (finanzielle) Aufwand für Vergnügungen. Erscheinungsformen der Vergnügungsteuer sind vor allem die Besteuerung von Eintrittsgeldern für Veranstaltungen (Kartensteuer; Billettsteuer in der Schweiz), Spielautomaten (Spielgerätesteuer) und in jüngster Vergangenheit auch sexuelle Dienstleistungen (Prostitutionssteuer, Sexsteuer).
Das Aufkommen der Vergnügungsteuern fließt den Gemeinden zu. Deutschlandweit betrug das Vergnügungsteueraufkommen im Jahr 2016 985 Millionen Euro.

## Rechtsgrundlagen
Mit Ausnahme von Berlin, Hamburg, Bremen, Bayern und dem Saarland haben alle Bundesländer die Vergnügungsteuer in ihren jeweiligen Kommunalabgabengesetzen geregelt und dort Ermächtigungsgrundlagen für die Gemeinden zur Erhebung dieser Steuer normiert. Im Saarland bringt ein eigenes Vergnügungsteuergesetz die Ermächtigungsgrundlage zum Erlass von kommunalen Vergnügungsteuersatzungen. Die Gemeinden können von dieser Ermächtigungsgrundlage Gebrauch machen, sind jedoch nicht dazu verpflichtet. 
In Berlin, Hamburg und Bremen bestehen eigene Vergnügungsteuergesetze der Länder, da hier kein System aus selbständigen Gemeinden besteht. Dort erheben die Länder unmittelbar Vergnügungsteuern.

## Erscheinungsformen der Vergnügungsteuer
Da die Vergnügungsteuer der Gesetzgebung der Länder unterliegt und diese lediglich die Gemeinden ermächtigen, eigene Vergnügungsteuersatzungen zu erlassen, wird sie in allen Teilen Deutschlands nach sehr unterschiedlichen Regelungen erhoben. Grundsätzlich sind die Gemeinden frei, ob und wenn ja in welcher Form sie diese Steuer erheben.

### Kartensteuer
Unter der sogenannten Kartensteuer versteht man diejenigen Formen der Vergnügungsteuer, die eine entgeltpflichtige Veranstaltung besteuern, also häufig in den Preis der Eintrittskarte einkalkuliert wird. Beispiele hierfür sind vor allem Tanzveranstaltungen in Diskotheken, Filmvorführungen oder „Scheunenfeste“. 
Die Steuerhöhe wird anhand von Preis oder Anzahl ausgegebener Eintrittskarten, mittels Pauschalbeträgen oder nach typischen Merkmalen ermittelt, wie z. B. bei Veranstaltungen nach der Raumgröße oder dem Platzangebot.

### Spielautomatensteuer
Steuergegenstand dieser Form der Vergnügungsteuer sind entgeltpflichtige Spielgeräte mit oder ohne Gewinnmöglichkeit. Als Steuermaßstab dient gewöhnlich die Anzahl der Geräte, der Umsatz oder eine Pauschale.

Aufkommen der Spielautomatensteuer 1990–2022

Die frühere Vergnügungsteuer nach Anzahl der Spielgeräte (auch sogen. Automatensteuer oder Pauschsteuer) war umstritten. Laut einem Beschluss des Bundesverwaltungsgerichts im Jahre 1999 sollte Grundlage für die Pauschsteuer ein „lockerer Bezug“ zwischen dem Spielaufwand (Spieleinsatz) des einzelnen Spielers und dem Steuermaßstab sein. Dieser sei nicht mehr gewahrt, wenn das durchschnittliche Einspielergebnis von einzelnen Automaten eines Aufstellers um mehr als 50 % vom durchschnittlichen Einspielergebnis aller Spielautomaten im Satzungsgebiet abweiche. Im Jahr 2005 hatte das Hamburgische Oberverwaltungsgericht die Frage der Verfassungsmäßigkeit der Pauschsteuer dem Bundesverfassungsgericht zur Entscheidung vorgelegt, da jedenfalls für die Stadt Hamburg der genannte „lockere Bezug“ nicht gegeben sei. Einige Automatenaufsteller beriefen sich auf die seit 1. Januar 1997 in den Gewinngeräten vorgeschriebenen Zählwerke, die genaustens dokumentieren könnten, wie viel Geld in das Gerät geflossen, bzw. wieder ausgeschüttet worden sei. Sie forderten eine Besteuerung nach Spielumsatz des einzelnen Gerätes. Die Kommunen hielten dagegen an der Pauschsteuer fest.
Mit Beschluss vom 4. Februar 2009 entschied das Bundesverfassungsgericht, dass eine Besteuerung nach Stückzahl und Aufstellungsort der Automaten, wie dies bisher in der Hamburger Spielvergnügungsteuer geregelt war, dem Grundgesetz widerspricht. Daraufhin wurde eine Neuregelung erlassen.
Die meisten größeren Gemeinden, die eine Vergnügungsteuer nach Einspielergebnis erheben, erheben einen Satz von 10 bis 13 % nach Umsatz, unabhängig von Aufstellungsort und Zahl der Geräte.
Das Aufkommen an Spielautomatensteuer stieg in den letzten Jahren von 190 Mill. € (2006) auf 1.071 Mill. € (2018). In den Folgejahren fiel das Aufkommen drastisch auf 433 Mill. € (2021) u. a. wegen der Corona-Pandemie und stieg danach wieder auf  872 Mill. € (2022).

### Sexuelle Vergnügungen
Nach der Aufhebung der Sittenwidrigkeit der Prostitution im Prostitutionsgesetz wurde in Nordrhein-Westfalen erstmals im Jahr 2003 von den Städten Gelsenkirchen und Dorsten eine örtliche Aufwandsteuer für die „gezielte Einräumung der Gelegenheit zu sexuellen Vergnügungen und das Angebot sexueller Handlungen gegen Entgelt“ erhoben (sog. Sexsteuer). Nachdem ihre Erhebung vom Ministerium für Inneres und Kommunales und vom Finanzministerium des Landes NRW im Jahr 2010 genehmigt wurden, können die Kommunen in Nordrhein-Westfalen eigenständig über die Einführung der Steuer in ihrer Stadt entscheiden.
Die Stadt Köln erhebt aufgrund einer kommunalen Satzung von 2005 eine Vergnügungssteuer auf „die gezielte Einräumung der Gelegenheit zu sexuellen Vergnügungen in Bars, Sauna-, FKK- und Swingerclubs sowie ähnlichen Einrichtungen“ und „das Angebot sexueller Handlungen gegen Entgelt außerhalb derartiger Einrichtungen, zum Beispiel in Beherbergungsbetrieben, Privatwohnungen, Wohnwagen und Kraftfahrzeugen mit Ausnahme von Straßenprostitution in Verrichtungsboxen“. Für den Bereich der Prostitution wird gem. § 6 der Satzung eine Pauschale von 6 Euro pro Sexualdienstleister und Tag erhoben. Vier gegen diese Besteuerung der Prostitution erhobene Klagen wies das Verwaltungsgericht Köln 2007 ab.
Die Stadt Bonn hat für die bei selbständiger Ausübung der öffentlichen Prostitution anfallende Vergnügungssteuer im Jahr 2011 einen Steuerticket-Automaten „auf dem sog. Verrichtungsgelände“ aufgestellt. Prostituierte müssen dort für die Zeit von 20.15 bis 6 Uhr ein Genehmigungsticket in Höhe von 6 Euro für die Ausübung ihres Gewerbes auf dem Straßenstrich ziehen. Die städtischen Einnahmen aus den Automaten sinken deutlich: von 45.000 € 2013 über 33.000 € 2016 auf nur noch 23.800 € 2018.
Die Kommunen in Nordrhein-Westfalen gehen davon aus, dass die Steuer vom Steuerschuldner (der Prostituierten) auf den Kunden abgewälzt werden kann.
Die Stadt Soltau erhebt Vergnügungsteuer auf das Angebot sexueller Handlungen gegen Entgelt, zum Beispiel in Beherbergungsbetrieben, Wohnwagen und Kraftfahrzeugen. Steuerschuldner sind die Unternehmer der Veranstaltung bzw. Betreiber der Einrichtung. 
Die Erhebung der Vergnügungssteuer gegenüber einem Vermieter von „Love-Mobilen“ ist dagegen rechtswidrig. Veranstalter und Besitzer der Wohnmobile während der Mietzeit sind nur die Prostituierten.